# Zacateco
Zacateco (Zacateca, Zacatec), indijansko pleme iz grupe Nahua iz sjevernog Zacatecasa i sjeveroistočnog Duranga u Meksiku. Po jeziku su najsrodniji plemenu Cazcan. Pleme dolazi u kontakt s bijelcima 1546. godine kada u ovaj kraj počinju pristizati Španjolci u potrazi za srebrom kojega je bilo u ovim krajevima. Zacatecos su opisani kao hrabri i ratoborni ljudi i veoma vješti strijelci. Kroz povijest oni i susjedni Cazcán i Guachichile Indijanci nazivani su kolektivno pod imenom Chichimecas. Većina Chichimeca bijahu nomadi, ali su neki Zacatecasi bili naseljeni po permanentnim naseljima uz šumovitu 'sierru' čije su kuće podignute od ćerpiča i kamena. Kuće su bile jednosobne, spavalo se na podu, dok je vatra gorila na sredini sobe. Uzgajali su kukuruz i grah i sakupljali divlje bilje i voće. Što se lova tiče, hvatali su tek manje životinje, zeca, ptice i zmije i jelene. Dolaskom bijelaca Zacatecasi su svoj lov proširili i na krađu njihovih mula, konja, goveda i druge stoke. Peter Masten Dunne, autor 'Pioneer Jesuits in Northern Mexico' opisuje Zacatecose kao visoke ljude, lijepo građene i mišićave, ovalne glave, crnih očiju, valikih ustiju,  tankih usana i malenog pljosnatog nosa. Muškarci su nosili pregače a žene haljinice od kože ili ispletene od magveja (Maguey). Kod oba spola kosa se nosila duga, često do pasa. Vjenčavali su se mladi, djevojke obično do petnaeste godine, ali su bili monogamni. Svoja tijela su mazali glinom različitih boja i oslikavali u formama reptila. Po istom autoru glina ih je štitila od sunčanih zraka i neugodnih kukaca.